# Ludvig Skramstad

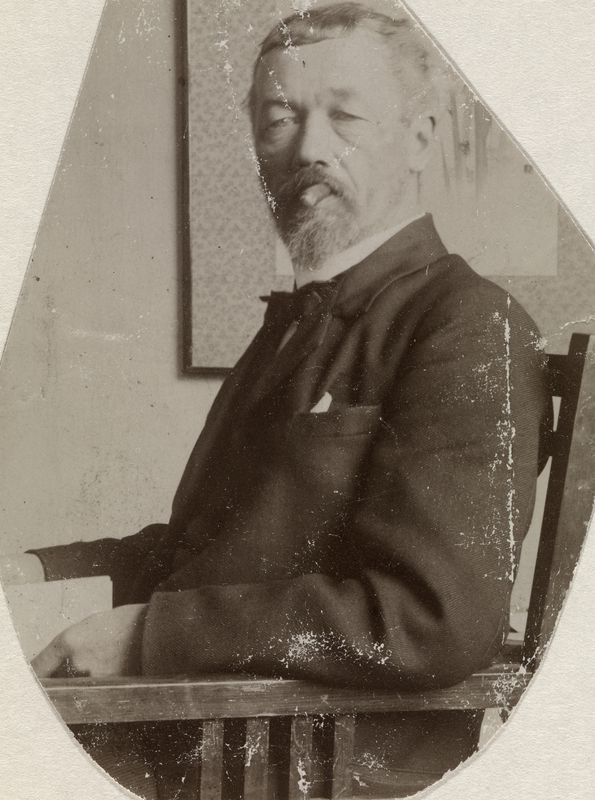
Ludvig Skramstad ca. 1910

Ludvig Skramstad (* 30. Dezember 1855 in Hamar; † 26. Dezember 1912 in München) war ein norwegischer Landschaftsmaler in der Tradition der Düsseldorfer Schule.

## Werdegang
Skramstad war eines von elf Kindern des Malermeisters und Glasers Andreas Skramstad (1829–1894) und seiner Frau Karen Larsdatter (1832–1906). 1870 ging er im Alter von 15 Jahren auf die Königliche Zeichenschule in Christiania. Von 1871 bis 1874 besuchte er dort die Kunstschule von Knud Bergslien und Morten Müller. Letzterer hatte großen Einfluss auf Skramstads frühe Entwicklung. Anschließend wurde Skramstad von 1874 bis 1875 Privatschüler von Sophus Jacobsen in Düsseldorf, in dessen Milieu Bergslien und Müller ihre künstlerische Prägung erhalten hatten. In dieser Zeit lebte auch Ludvig Munthe in Düsseldorf, der dort von Gerhard Munthe besucht wurde. Das Gros angehender norwegischer Maler zog es damals aber vor, bei Hans Fredrik Gude zu studieren, der seit 1864 an der Kunstakademie Karlsruhe lehrte. Nach dem Studienjahr am Rhein kehrte er nach Norwegen zurück. Weitere Studienreisen führten ihn nach Gudbrandsdalen (1874 und 1875), nach Sogn (1876), nach Hardanger (1876) und Hallingdal (1877). 1878 verhalf ihm eine Künstlerstiftung (Schäffers legat) zu einer Reise nach London und Paris. Die erste Kunstausstellung hatte Skramstad 1875 bei der Christiania Kunstforening, wobei er ein Gebirgsbild aus Gudbrandsdalen verkaufen konnte. Von 1875 bis 1891 konnte Skramstad dort insgesamt zehn Bilder verkaufen. 1884 heiratete er in Christiania Aurora Marie Adelheid Guidotti (1855–1888), die Tochter des Gipsherstellers Peter Natale Guidotti und dessen Frau Karen Sophie Thønnesen. Nachdem Aurora verstorben war, heiratete er 1889 deren Schwester Vincentia Sophie Emma (1852–1944). Ein staatliches Reisestipendium ermöglichte ihm 1885 bis 1886 einen Aufenthalt in München. Zurück aus München ließ er sich ein Haus in Drøbak errichten. Dort lebte bis 1902 und nahm regen Anteil am örtlichen Leben. 1902 zog er nach München, wo er 1912 verstarb.
Skramstad blieb künstlerisch der Landschaftsmalerei der Düsseldorfer Schule verpflichtet und folgte nicht dem Weg der norwegischen Malerei in den Naturalismus, auch nicht als in den 1880er Jahren, nach seiner Rückkehr aus München. Kritik an seinen „Routine-Vorlagen“ laut wurde, etwa durch Lorentz Dietrichson, Christian Krohg und Jens Thiis, seinerzeit Direktor des Nordenfjeldske Kunstindustriemuseums in Trondheim, der meinte, dass Skramstad seine reichen Talente verschwendet hätte. Die Kritik tat der Beliebtheit seiner Bilder in Norwegens Öffentlichkeit zwar keinen Abbruch, führte wohl aber dazu, dass Skramstad 1902 nach München ging, um für den deutschen Kunsthandel zu malen.

## Galerie

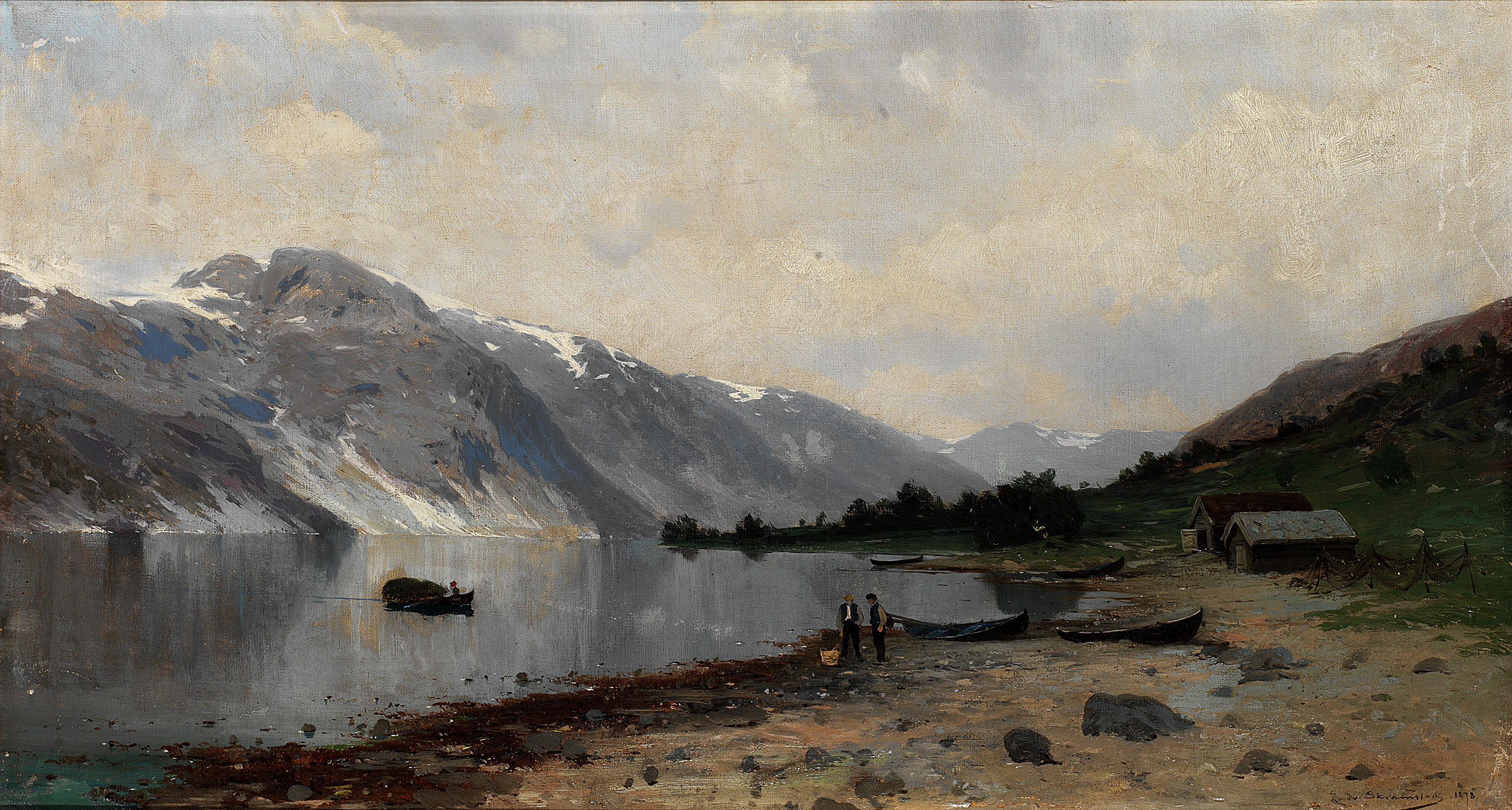
Ludvig Skramstad: Høybåt på fjorden, 1878
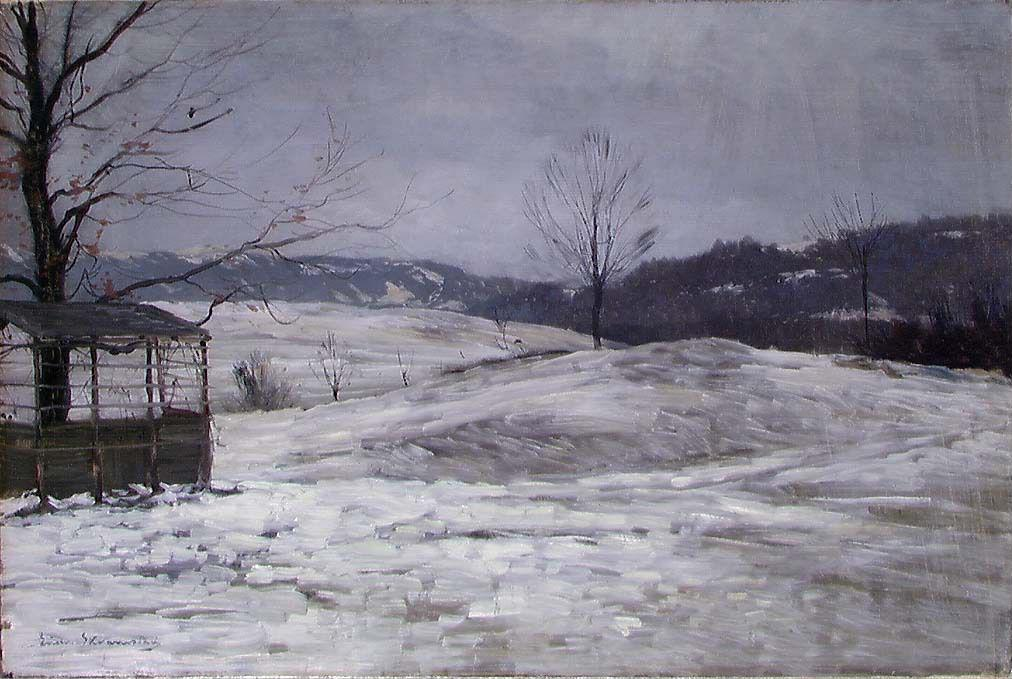
Ludvig Skramstad: Vinterlandskap
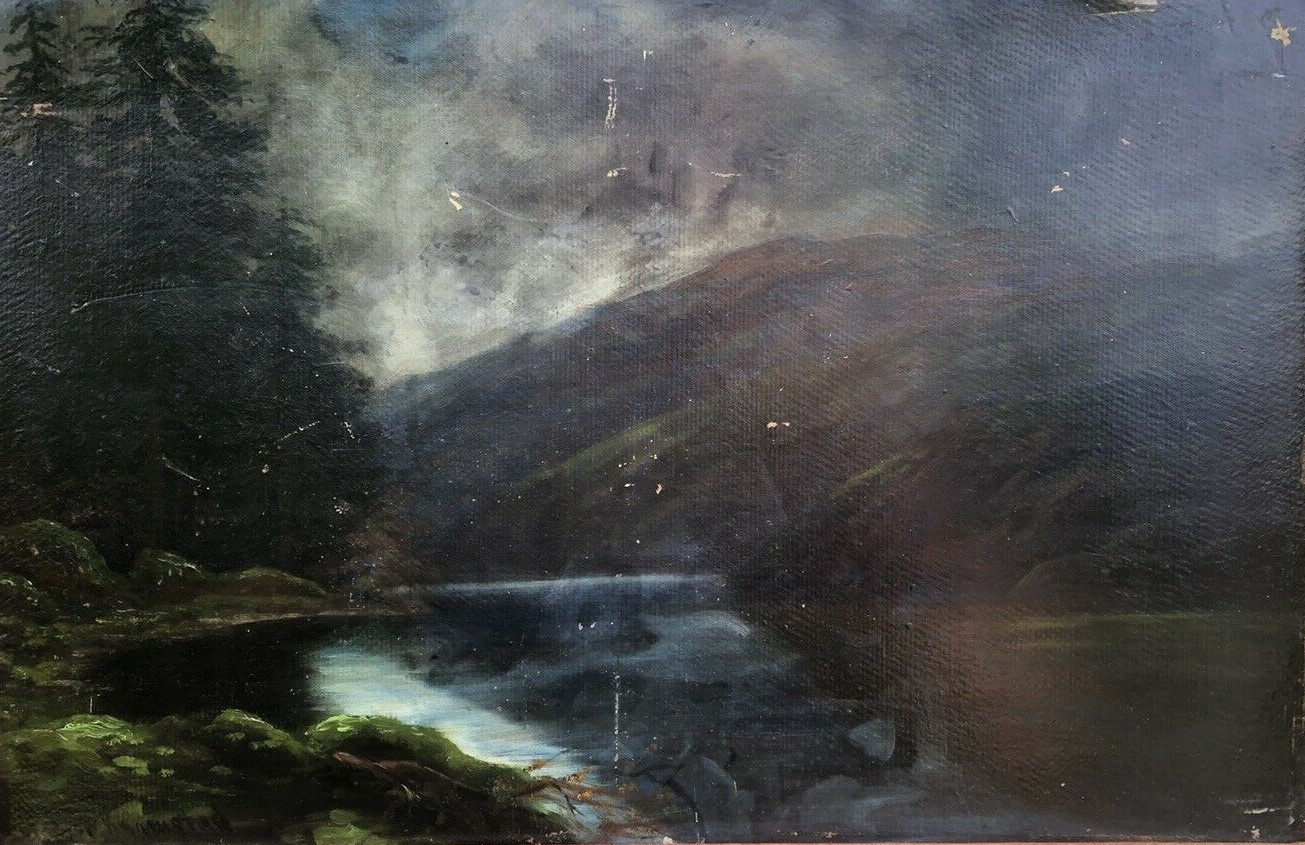
Ludvig Skramstad: Fjord, 1887
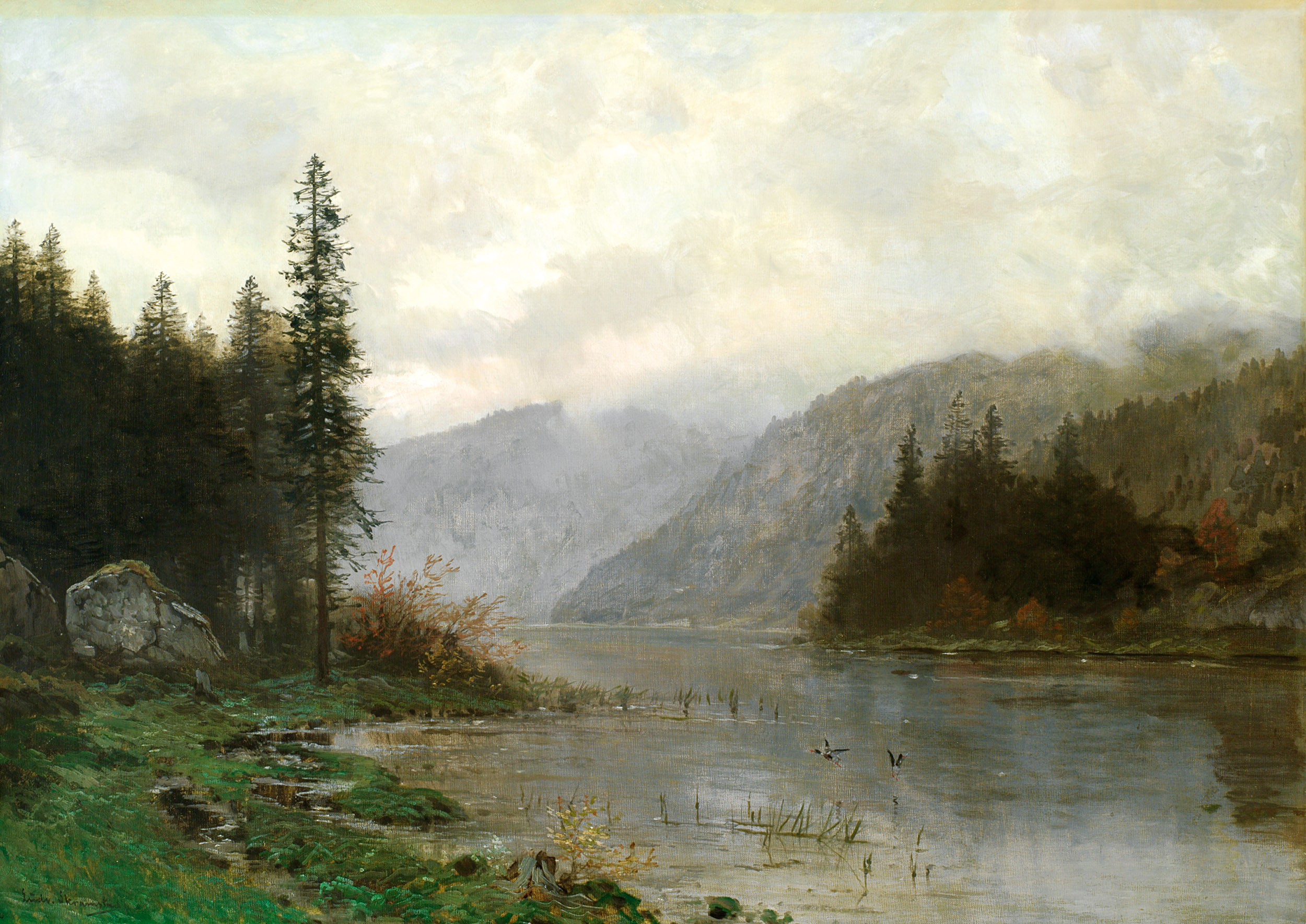
Ludvig Skramstad: Skogsvann med ender
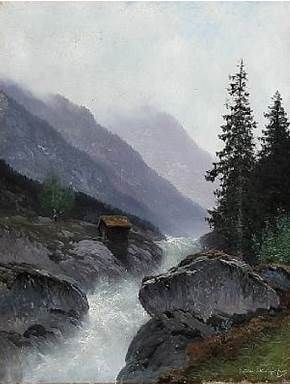
Ludvig Skramstad: Fluss